# Dicopomorpha pulchricornis
Dicopomorpha pulchricornis är en stekelart som först beskrevs av Dmitriy Alekseevich Ogloblin 1955.  Dicopomorpha pulchricornis ingår i släktet Dicopomorpha och familjen dvärgsteklar. Inga underarter finns listade i Catalogue of Life.